# Nicknight

Nicknight-Logo, orange-weißes Farbschema aus Trailern und Website

Nicknight (eigene Schreibweise: nicknight) war ein Programmfenster des deutschen, österreichischen und schweizerischen Nick, das sich ab dem 1. Oktober 2014 jeden Abend von 21:00 Uhr bis 5:00 Uhr (bis zum 2. Oktober 2017 bis 5:45 Uhr) an die 14- bis 29-Jährigen richtete und ein Gegenstück zum Nick-Programm war.
Bei vielen Sendungen wurde auf das US-Portfolio zurückgegriffen. Vor allem weibliche Zuschauer sollten verstärkt angesprochen werden. Mit der Zeit wurde das Sendekonzept verändert. Zum Schluss zeigte Nicknight überwiegend „Nick Classics“ wie z. B. Spongebob Schwammkopf oder Die Legende von Korra.

## Geschichte
Am 20. August 2014 wurde bekannt, dass neben der deutschen Synchronfassung auch die englische Originalversion zur Verfügung stehen wird. Man kann während der Ausstrahlung mit der Audio-Taste der Fernbedienung zwischen englischem und deutschem Ton wechseln, wozu ein kurzer Hinweis zu Beginn der Sendung am oberen rechten Bildschirmrand eingeblendet wird.
Vom 18. September 2014 bis Mai 2018 war die Website www.nicknight.de online. Seitdem gibt es auf der Seite die Information, dass man weiterhin nicknight im TV ansehen könne (eine seit 1. Oktober 2021 veraltetes Statement) und dass das Angebot auf die Internetseiten nick.de und mtv.de aufgeteilt wurden. Ein Facebook-Profil wurde zwischen August 2014 und Oktober 2019 betrieben.
Am 1. April 2016 sendete man das Nickelodeon-Programm tagsüber mit dem Logo von Nicknight als Aprilscherz.
Station-Voice war Luise Gabel.
Am 1. November 2018 wurde der deutsche Ableger eingestellt und bis zum 2. März 2021 durch den Time-Shift-Sender MTV+ ersetzt. Am selben Tag wurde MTV+ von Comedy Central +1 abgelöst, das das Programm von Comedy Central zwischen 20:15 Uhr und 1:00 Uhr um eine Stunde zeitversetzt zeigt.
Zwischen dem 2. und dem 4. März 2021 sowie am 6. März 2021 sendete man aufgrund einer Panne Sendungen von 1:00 bis 5:00 Uhr unter dem Nicknight Logo in Deutschland. Seit dem 5. März 2021 (mit Ausnahme des 6. März 2021) ist die Panne behoben.
In Österreich und der Schweiz war das Nicknight-Programm weiterhin von 21:00 bis 5:00 Uhr zu sehen.
Nicknight wurde in der Schweiz und in Österreich am 1. Oktober 2021 eingestellt. Um 20:15 Uhr beginnt in der Schweiz das Programm von 7+ Family, in Österreich ist Comedy Central Austria zu sehen.

## Programm
Nicknight zeigte alte Nickelodeon-Klassiker wie Victorious sowie iCarly.
Montags bis freitags wurde ab ca. 1:00 Uhr SpongeBob Schwammkopf, samstags Avatar – Der Herr der Elemente und sonntags Drake & Josh gezeigt.

### Freitag-Specials
Bis Dezember 2017 gab es jeden Freitag ab 0:15 Uhr Specials verschiedener Serien zu besonderen Anlässen zu sehen. Die Specials endeten in der Regel gegen 2:10 Uhr. Das erste Special mit Drake & Josh wurde am 10. Oktober 2014 gesendet. Am Freitag, dem 3. Oktober 2014, waren hingegen Wiederholungen aus dem Abendprogramm zu sehen. Am 2. Oktober 2015 wurde der erste Geburtstag von Nicknight gefeiert.

### Silvesterparty
Zu Silvester 2014/2015 strahlte Nicknight spezielle Serien wie True Jackson aus. Dieses Special gab es vom 31. Dezember 2014 21:00 bis 1. Januar 2015 5:45 Uhr.

### Xmas Classic Battle
Zu Weihnachten 2014 stellte Nicknight die Zuschauer vor die Wahl. Beim sogenannten Xmas Classic Battle konnten die Zuschauer abstimmen, was vom 22. Dezember 2014 bis 26. Dezember 2014 jeweils um 21:20 Uhr und 21:50 Uhr bei Nicknight gezeigt wird. Dabei traten Classiccartoons gegen Real-Life-Serien an.
Abstimmen konnte man vom 10. Dezember 2014 bis 18. Dezember 2014 für (Die Gewinner sind fett hervorgehoben.):
- 22. Dezember 2014: Die Ren & Stimpy Show und Drake & Josh (mit 61 % zu 39 %)
- 23. Dezember 2014: Rockos modernes Leben und Zoey 101 (mit 65 % zu 35 %)
- 24. Dezember 2014: Die Biber Brüder und Big Time Rush (mit 75 % zu 25 %)
- 25. Dezember 2014: CatDog und Victorious (mit 70 % zu 30 %)
- 26. Dezember 2014: Hey Arnold! und True Jackson (mit 79 % und 21 %)

### Ausgestrahlte Sendungen

#### Fremdproduktionen
- Skins – Hautnah
- Die Biber Brüder
- Max & Shred
- CatDog
- Clarissa
- Die Pinguine aus Madagascar
- Marvin Marvin
- Emma, einfach magisch
- Die Ren & Stimpy Show
- Drake & Josh
- Hey Arnold!
- iCarly
- Neds ultimativer Schulwahnsinn
- Sam & Cat
- SpongeBob Schwammkopf
- True Jackson
- Victorious
- Zoey 101
- Awkward – Mein sogenanntes Leben (nur noch auf MTV Germany)
- Big Time Rush
- Catfish – Verliebte im Netz (nur noch auf MTV Germany)
- Degrassi: The Next Generation
- Faking It
- Glue
- Girl Code
- Guy Code
- How to Rock
- Instant Mom
- Lip Sync Battle
- Misfits
- My Life as Liz
- Plain Jane International
- See Dad Run
- The Hard Times of RJ Berger
- The Next Step
- True Jackson
- Unfabulous
- Underemployed
- Wendell & Vinnie
- The Mindy Project
- Are you the one?
- Just Tattoo of Us (nur noch auf MTV)
- Ex on the Beach (im Rahmen des Nicknight-Sommerspecials 2017)

#### Eigenproduktionen
- FLiP
- Nicknight Chart Check
- Nicknight Retro Beat
- Tweet & Beat
- Vantastisch

## Slogan
- The Night is ours (deutsch ‚Die Nacht gehört uns‘)

## Nicknight HD

Logo von Nicknight HD

Nicknight war auf dem Sendeplatz von Nick auch in HD verfügbar. Ab dem 25. November 2014 gab es Nicknight HD auch bei Kabel Deutschland, HD Plus, Sky, Vodafone, Telekom Entertain, Unitymedia, Kabelkiosk, Zattoo und Magine TV zu empfangen.

## Trivia zur Internetpräsenz
Nicknight.de war zu seiner Zeit gemeinsam mit nick.de, nick.ch und nick.at eine von wenigen Webseiten, die von einem großen Medienunternehmen betrieben wurden und gleichzeitig keine HTTPS-Verschlüsselung der Daten zwischen Server und Nutzer (Client) voraussetzten.